# Cyathea orientalis
Cyathea orientalis là một loài thực vật có mạch trong họ Cyatheaceae. Loài này được (Kunze) Moore mô tả khoa học đầu tiên năm 1861.